# Yūrakuchō de aimashō
Yūrakuchō de aimashō (有楽町で逢いましょう, Yūrakuchō de aimashō, litt. Rencontrons nous à Yūrakuchō), est le titre d'une chanson et d'un album japonais parus en 1957. C'est également le titre d'un film japonais en couleur de 1958 dirigé par Kōji Shima.

## Album
Le disque Yūrakuchō de aimashō / Yumemiru otome (有楽町で逢いましょう / 夢みる乙女) est publié par la société Victor Company (ビクターレコード) au Japon en 1957 (V-41744).

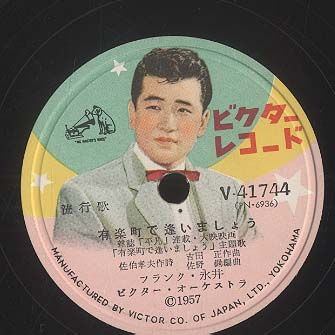
Étiquette de la face A du vinyle pour Yūrakuchō de aimashō représentant Frank Nagai.
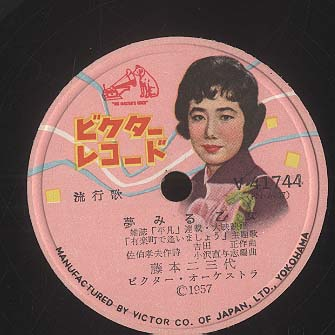
Étiquette de la face B du vinyle pour  Yumemiru otome représentant 藤本二三代.

Pour plus de détails, voir Fiche technique et Distribution.

## Distribution
- Machiko Kyō : Aya Koyanagi
- Hiroshi Kawaguchi : Takeshi Koyanagi
- Kenji Sugawara : Rentaro Shinohara
- Hitomi Nozoe : Kana Shinohara
- Junko Kano : Fusae Shimazaki
- Tanie Kitabayashi : Tetsu Koyanagi
- Kyū Sazanka : Saburo Maeda
- Chieko Naniwa : Yone
- Michiko Ono : Shinko
- Teruko Kishi : Kinoshita
- Fujio Harumoto : Maruyama
- Yoshiro Kitahara : Shimizu
- Kiyoko Hirai : Mme Sekine
- Atsuko Kindaichi : La fille de Sekine
- Yoshihiro Hamaguchi : Hirota
- Frank Nagai : lui-même
- Mariko Ogasawara : servante chez Koyanagi
- Minami Satoko : Sadako Yamanaka
- Ryuji Shinagawa : annonceur